# Jules de Goncourt
Pour les articles homonymes, voir Huot et Goncourt.
Jules Huot de Goncourt, né le 17 décembre 1830 à Paris où il est mort le 20 juin 1870, est un écrivain français, à l'origine de l’académie Goncourt qui décerne chaque année le prix du même nom. Une partie de son œuvre fut écrite en collaboration avec son frère, Edmond de Goncourt. Les ouvrages des frères Goncourt appartiennent au courant du naturalisme.

## Biographie

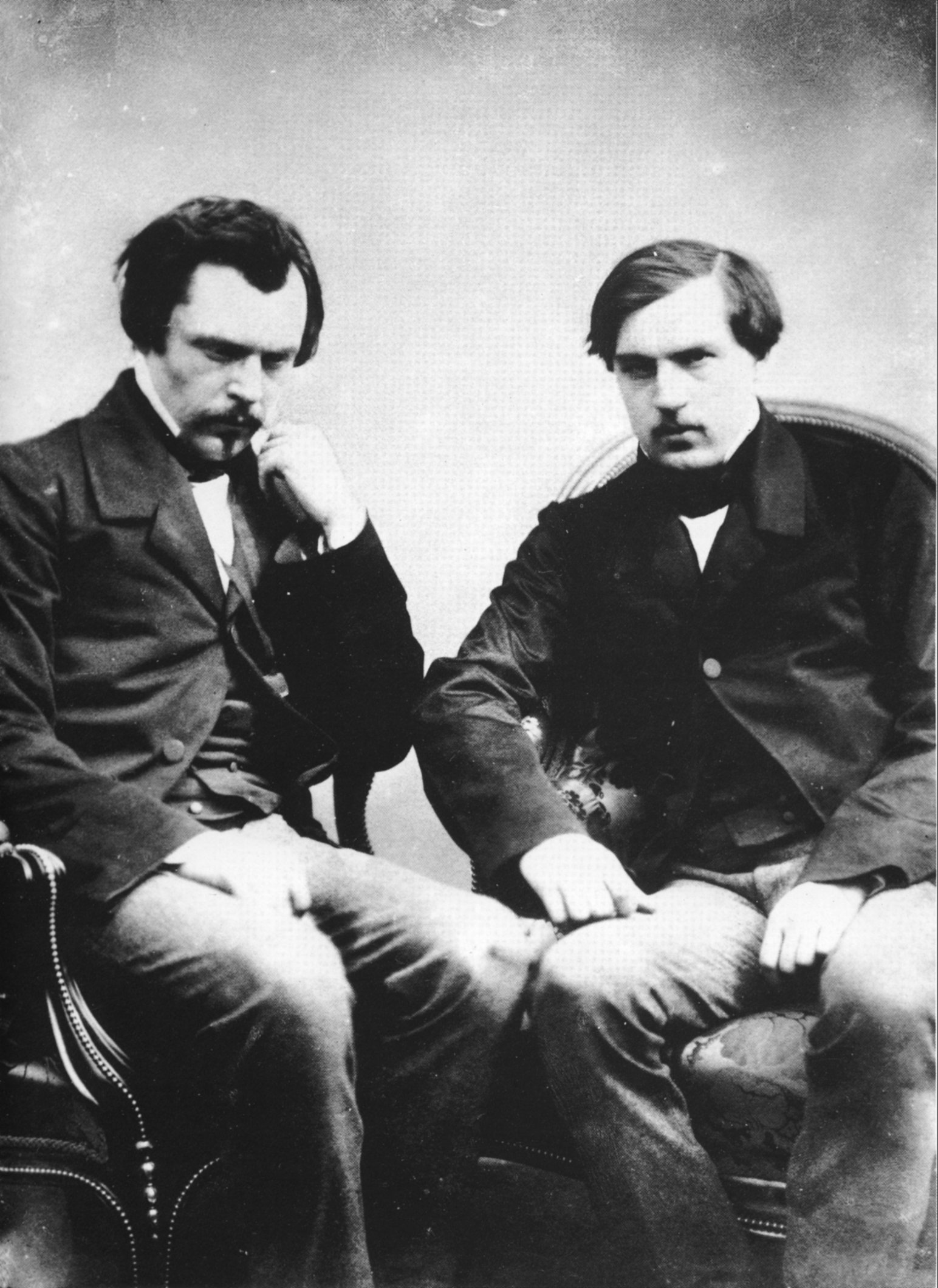
Photographie d'Edmond (à gauche) et Jules (à droite) de Goncourt par Félix Nadar.

La famille de Jules Huot de Goncourt est originaire de Goncourt dans la Haute-Marne. Son père Marc-Pierre Huot de Goncourt (fils de Jean Antoine Huot de Goncourt et de Marguerite Rose Diez), ancien officier de Napoléon, fait vivre la famille du revenu de ses terres, et sa mère était née Annette Cécile Guérin. Il étudie au lycée Condorcet.
Il vit toute sa vie auprès de son frère aîné Edmond de Goncourt, avec lequel il collabore pour une partie de son œuvre.
Il meurt au 53 du boulevard de Montmorency des suites d’une paralysie générale progressive, consécutive à une syphilis contractée au Havre en 1850. Il est inhumé, au cimetière de Montmartre, où le rejoindra, vingt-six ans plus tard, son frère Edmond, à sa mort en 1896. Les deux médaillons sur le tombeau sont les œuvres du sculpteur Alfred-Charles Lenoir.

## Ouvrages
Avec Edmond de Goncourt
- Sœur Philomène, Paris, A. Bourdilliat, 1861.
- Renée Mauperin, Paris, Charpentier, 1864.
- Germinie Lacerteux, Paris, Charpentier, 1865.
- Idées et sensations, Paris, A. Lacroix, 1866.
- Manette Salomon, Paris, A. Lacroix, 1867.
- Madame Gervaisais, Paris, A. Lacroix, 1869.
- Journal, écrit d'abord par Jules et Edmond, puis par Edmond seul après la mort de Jules. Le Journal des Goncourt a été publié en plusieurs volumes, les premiers du vivant des auteurs, et les derniers après la mort d'Edmond.

## Œuvres
- Gray, musée Baron-Martin : Psyché enchaînant l'amour, d'après Pierre-Paul Prud'hon, gravure à l'eau forte, 14 × 24 cm.

### Bibliographie

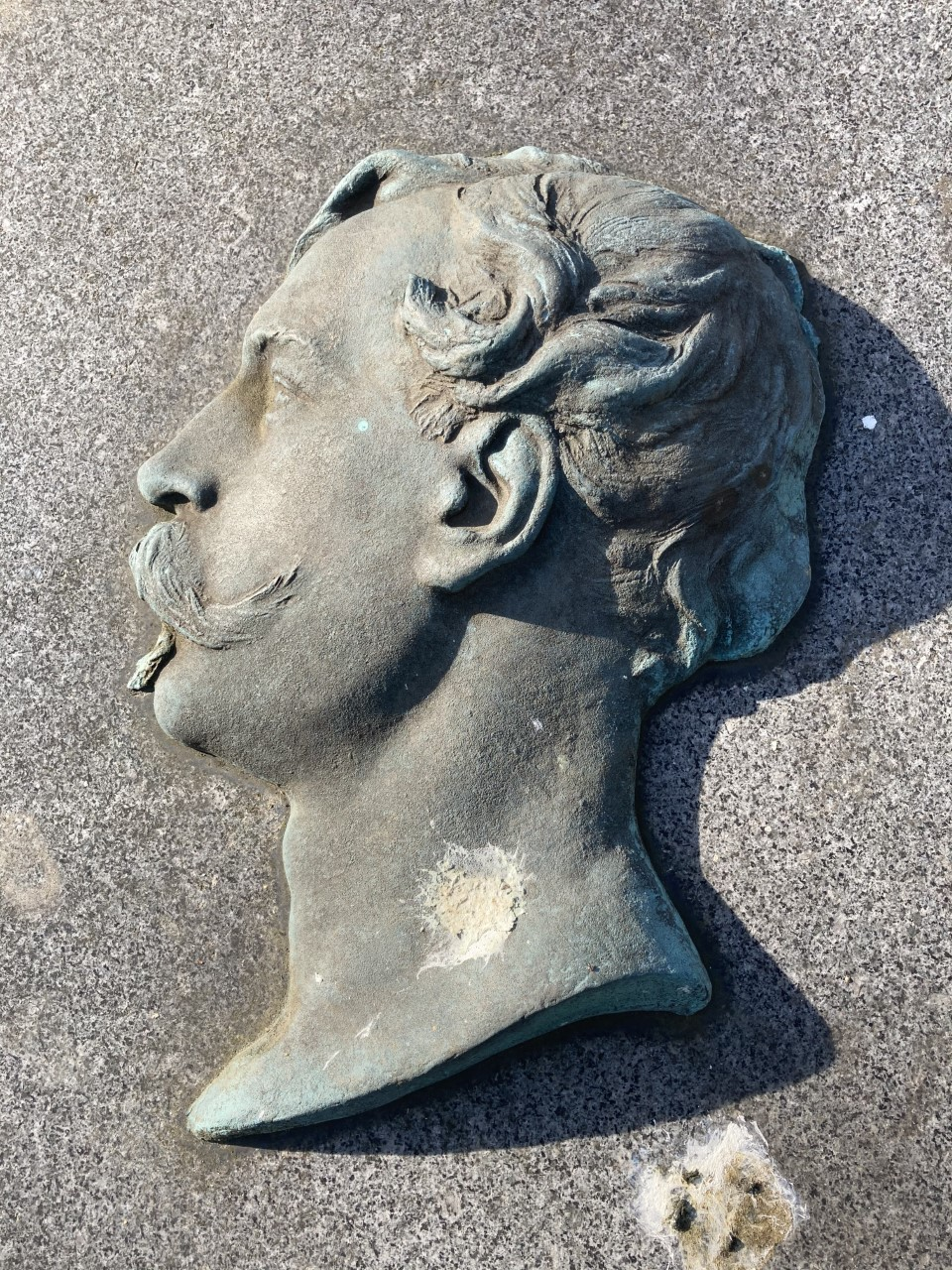
Profil de Jules de Goncourt sur sa tombe.